# غوردونسفيل (فيرجينيا)
غوردونسفيل (بالإنجليزية: Gordonsville, Virginia)‏ هي بلدة أمريكية تقع في الولايات المتحدة في مقاطعة أورانج (فيرجينيا). يقدر عدد سكانها بـ 1,496 نسمة ومساحتها 2.4 كم2 و وترتفع عن سطح البحر 152 متر.

## التركيبة السكانية
حدّد مكتب تعداد الولايات المتحدة بيانات التركيبة السكانية لغوردونسفيل في تعداد الولايات المتحدة. في ما يلي، التركيبة السكانية حسب تعدادي 2000 و2010.

### تعداد عام 2000
بلغ عدد سكان غوردونسفيل 1,498 نسمة بحسب تعداد عام 2000، وبلغ عدد الأسر 628 أسرة وعدد العائلات 401 عائلة مقيمة في البلدة. في حين سجلت الكثافة السكانية 608.9 نسمة لكل كيلومتر مربع (1,577.0/ميل2). وبلغ عدد الوحدات السكنية 688 وحدة بمتوسط كثافة قدره 279.7 لكل كيلومتر مربع (724.4/ميل2).
وتوزع التركيب العرقي للبلدة بنسبة 72.16% من البيض و24.83% من الأمريكيين الأفارقة و0.20% من الأمريكيين الأصليين و0.27% من الأمريكيين ذوي الأصول الآسيوية و0.67% من الأعراق الأخرى و1.87% من عرقين مختلطين أو أكثر و1.13% من الهسبانيون أو اللاتينيون من أي عرق.
بلغ عدد الأسر 628 أسرة كانت نسبة 34.4% منها لديها أطفال تحت سن الثامنة عشر تعيش معهم، وبلغت نسبة الأزواج القاطنين مع بعضهم البعض 42% من أصل المجموع الكلي للأسر، ونسبة 17.4% من الأسر كان لديها معيلات من الإناث دون وجود شريك،  بينما كانت نسبة 4.5% من الأسر لديها معيلون من الذكور دون وجود شريكة وكانت نسبة 36.1% من غير العائلات. تألفت نسبة 32.2% من أصل جميع الأسر من عدة أفراد يعيشون في نفس المنزل ونسبة 13.5% كانت تتألف من شخص يعيش بمفرده يبلغ من العمر 65 عاماً أو أكثر. وبلغ متوسط حجم الأسرة المعيشية 2.35، أما متوسط حجم العائلات فبلغ 2.95.
بلغ العمر الوسطي للسكان 37.8 عاماً. وكانت نسبة 23.9% من القاطنين تحت سن الثامنة عشر، وكانت نسبة 9.2% بين الثامنة عشر والرابعة والعشرين عاماً، ونسبة 28.4% كانت واقعةً في الفئة العمرية ما بين الخامسة والعشرين والرابعة والأربعين عاماً، ونسبة 23% كانت ما بين الخامسة والأربعين والرابعة والستين، ونسبة 14.1% كانت ضمن فئة الخامسة والستين عاماً فما فوق. يوجد لكل 100 أنثى 81.9 ذكر، ويوجد لكل 100 أنثى في الثامنة عشر من عمرها فما فوق 78.8 ذكر.
بلغ متوسط دخل الأسرة في البلدة 35,655 دولارًا، أما متوسط دخل العائلة فبلغ 40,268 دولارًا. وكان متوسط دخل الذكور 29,464 دولارًا مقابل 23,102 دولارًا للإناث. وسجل دخل الفرد الخاص بالبلدة 17,881 دولارًا. وكانت نسبة 7.9% من العائلات ونسبة 9.6% من السكان تحت خط الفقر، وكان من هؤلاء نسبة 13.5% تحت سن الثامنة عشر ونسبة 11.9% في الخامسة والستين من العمر وما فوق.

### تعداد عام 2010
بلغ عدد سكان غوردونسفيل 1,496 نسمة بحسب تعداد عام 2010، وبلغ عدد الأسر 632 أسرة وعدد العائلات 388 عائلة مقيمة في البلدة. في حين سجلت الكثافة السكانية 608.1 نسمة لكل كيلومتر مربع (1,575.0/ميل2). وبلغ عدد الوحدات السكنية 710 وحدة بمتوسط كثافة قدره 288.6 لكل كيلومتر مربع (747.5/ميل2).
وتوزع التركيب العرقي للبلدة بنسبة 70.72% من البيض و23.73% من الأمريكيين الأفارقة و0.47% من الأمريكيين ذوي الأصول الآسيوية و2.54% من الأعراق الأخرى و2.54% من عرقين مختلطين أو أكثر و4.28% من الهسبانيون أو اللاتينيون من أي عرق.
بلغ عدد الأسر 632 أسرة كانت نسبة 31.6% منها لديها أطفال تحت سن الثامنة عشر تعيش معهم، وبلغت نسبة الأزواج القاطنين مع بعضهم البعض 38% من أصل المجموع الكلي للأسر، ونسبة 18.7% من الأسر كان لديها معيلات من الإناث دون وجود شريك،  بينما كانت نسبة 4.7% من الأسر لديها معيلون من الذكور دون وجود شريكة وكانت نسبة 38.6% من غير العائلات. تألفت نسبة 34.8% من أصل جميع الأسر من عدة أفراد يعيشون في نفس المنزل ونسبة 15.2% كانت تتألف من شخص يعيش بمفرده يبلغ من العمر 65 عاماً أو أكثر. وبلغ متوسط حجم الأسرة المعيشية 2.37، أما متوسط حجم العائلات فبلغ 3.05.
بلغ العمر الوسطي للسكان 40.8 عاماً. وكانت نسبة 24.4% من القاطنين تحت سن الثامنة عشر، وكانت نسبة 8.1% بين الثامنة عشر والرابعة والعشرين عاماً، ونسبة 22.9% كانت واقعةً في الفئة العمرية ما بين الخامسة والعشرين والرابعة والأربعين عاماً، ونسبة 28.9% كانت ما بين الخامسة والأربعين والرابعة والستين، ونسبة 15.6% كانت ضمن فئة الخامسة والستين عاماً فما فوق. وتوزع التركيب الجنسي للسكان بنسبة 45.7% ذكور و54.3% إناث.

## أعلام
- جيمس جي. فيلد
- جيمس دبليو. فلانغن
- فيليب بندلتون بربور
- آن ماري كالهون